# Polinezja Francuska na Mistrzostwach Świata w Lekkoatletyce 2009
Polinezja Francuska na Mistrzostwach Świata w Lekkoatletyce 2009 – reprezentacja Polinezji Francuskiej podczas czempionatu w Berlinie liczyła 2 zawodników.

## Występy reprezentacji Polinezji Francuskiej

### Mężczyźni
- Bieg na 110 m przez płotki
  - Toriki Urarii z czasem 15,01 zajął 45. miejsce w eliminacjach i nie awansował do kolejnej rundy

### Kobiety
- Bieg na 100 m
  - Terani Faremiro z czasem 12,96 zajęła 50. miejsce w eliminacjach i nie awansowała do kolejnej rundy